# Seznam mest v Španiji
Seznam mest v Španiji
Mesta so urejena po abecednem redu po imenih v španščini ali lokalnem jeziku. Morebitna imena v ostalih jezikih so dopisana v oklepajih. Glavna mesta provinc so zadebeljena.

## A
A Arnoia (Arnoia), A Bana (Bana), A Bola (Bola), A Caniza (Caniza), A Capela (Capela), A Coruña (La Coruña)* (provinca La Coruña), A Estrada (Estrada), A Fonsagrada (Fonsagrada), A Guarda (Guarda), A Illa de Arousa (A Illa), A Lama (Lama), A Laracha (Laracha), A Merca (Merca), A Pastoriza (Pastoriza), A Peroxa (Peroxa), A Pobra de Trives (A Pobra), A Pobra do Caraminal (Pobra do Caraminal), A Pontenova (Pontenova), A Rua (Rua), A Veiga (Veiga), Abadin, Abadino, Abanilla, Abanto Zierbena (Abanto Ciervana), Abaran, Abegondo, Abenojar, Abla, Ablitas, Abrera, Abrucena, Aceuchal, Adamuz, Adeje, Ademuz, Ador, Adra, Adzaneta (Atzeneta del Maestra), Adzaneta de Albaida (Atzeneta dAlbaida), Agaete, Agoitz (Aoiz), Agolada, Agost, Agramunt, Agreda, Aguadulce, Agudo, Aguilar de Campoo, Aguilar de la Frontera (Aguilar), Aguilas, Aguimes, Agullent, Agulo, Ahigal, Ahillones, Aielo de Malferit (Aielo), Aiguafreda, Ainsa-Sobrarbe, Ainzon, Aitona, Ajalvir, Ajofrin, Alacant (Alicante)* (provinca Alicante), Alaejos, Alagon, Alaior, Alajero, Alameda, Alameda de la Sagra, Alange, Alanis, Alaquas, Alar del Rey, Alarcon, Alaro, Alayor, Alba de Tormes, Albacete* (provinca Albacete), Albaida, Albaida del Aljarafe, Albal, Albaladejo, Albalat de la Ribera, Albalat dels Sorells, Albalate de Cinca, Albalate del Arzobispo, Albanchez de Magina (Albanchez), Albarracin, Albatarrec, Albatera, Albelda de Iregua, Alberic (Alberique), Alberite, Albesa, Albinyana, Albocacer (Albocasser), Albolote, Alboraya, Albox, Albudeite, Albuixech, Albunol, Albunuelas, Alburquerque, Alcacer (Alcasser), Alcala de Chivert, Alcala de Guadaira, Alcala de Henares (Alkala)* (Comarca de Alcalá), Alcala de los Gazules, Alcala del Jucar, Alcala del Rio (Alcala), Alcala del Valle, Alcala la Real, Alcalali, Alcanar, Alcanices, Alcaniz, Alcantarilla, Alcantera de Xuquer (Alcantera), Alcaracejos, Alcaraz, Alcarras, Alcaucin, Alcaudete, Alcaudete de la Jara (Alcaudete), Alcazar de San Juan, Alcobendas, Alcoi (Alcoy), Alcolea, Alcolea de Calatrava, Alcolea de Cinca, Alcolea del Rio, Alcoletge, Alconchel, Alcorcon, Alcorisa, Alcover, Alcudia, Alcuescar, Aldaia (Aldaya), Aldea del Fresno, Aldea del Rey, Aldeadavila de la Ribera, Aldeamayor de San Martin, Aldeanueva de Ebro, Aldeanueva de la Vera, Aledo, Alegia, Alegria-Dulantzi, Alella, Alfacar, Alfafar, Alfajarin, Alfamen, Alfara del Patriarca, Alfarnate, Alfaro, Alfarp, Alfarras, Alfarrasi, Alfes, Alforja, Alfoz, Alfoz de Lloredo (Alfoz), Alfoz de Quintanaduenas (Alfoz), Algaida, Algamitas, Algar, Algarinejo, Algarrobo, Algeciras, Algemesi, Algete, Alginet, Algodonales, Algorfa, Alguaire, Alguazas, Alguena, Alhama de Almeria, Alhama de Aragon, Alhama de Granada, Alhama de Murcia, Alhambra, Alhaurin de la Torre, Alhaurin el Grande, Alhendin, Alia, Alicante, Aliseda, Aljaraque, Allande, Allariz, Aller (Ayer), Allo, Almacelles, Almachar, Almaden, Almaden de la Plata (Almaden), Almagro, Almansa, Almaraz, Almargen, Almassera, Almassora (Almazora), Almazan, Almedinilla, Almenar, Almenara, Almendral, Almendralejo, Almensilla, Almería (al-Mariyya)* (provinca Almería), Almodovar del Campo, Almodovar del Rio, Almogia, Almoguera, Almoharin, Almoines, Almonaster la Real, Almonte, Almoradi, Almorox, Almoster, Almudevar, Almunecar, Alonsotegi, Alora, Alosno, Alovera, Alozaina, Alp, Alpedrete, Alpera, Alpicat, Alpujarra de la Sierra (Alpujarra), Alquerias del Nino Perdido (Alquerias), Alsasua (Altsasu), Altafulla, Altea, Altorricon, Altura, Alzira (Alcira), Amer, Ames, Amoeiro, Amposta, Ampuero, Amurrio, Andoain, AndorraPredloga:Newdsm, Andosilla, Andraitx (Andratx), Andujar, Angles, Anglesola, Anna, Anoeta, Anora, Anover de Tajo, Ansoain, Antas, Antas de Ulla, Antella, Antequera, Antigua, Antzuola, Aracena, Arafo, Arahal, Aramaio, Aranda de Duero, Aranga, Aranguren, Aranjuez, Arbeca, Arbo, Arboleas, Arbucies, Archena, Archidona, Arcos de Jalon, Arcos de la Frontera, Ardales, Areatza, Arenas, Arenas de Iguna, Arenas de San Juan, Arenas de San Pedro, Arenas del Rey, Arenys de Mar, Arenys de Munt, AresPredloga:Newdsm, Aretxabaleta, Arevalo, Argamasilla de Alba, Argamasilla de Calatrava, Arganda del Rey (Arganda), Argentona, Arges, Argonos, Arguedas, Arguineguin, Arico, Ariza, Arjona, Arjonilla, Armilla, Arnedillo La Rioja, Arnedo, Arnuero, Aroche, Arona, Arquillos, Arrasate, Arrecife, Arriate, Arrigorriaga, Arroniz, Arroyo de la Encomienda (Arroyo), Arroyo de la Luz, Arroyo de San Servan, Arroyo del Ojanco (Arroyo), Arroyomolinos, Arroyomolinos de Leon (Arroyomolinos), Arta, Artajona, Artana, Arteixo (Arteijo), Artenara, Artes, Artesa de Lleida (Artesa), Artesa de Segre, Artziniega, Arucas, Arzua, As Neves (Neves), As Nogais (Nogais), As Pontes de Garcia Rodriguez (Pontes de Garcia Rod), As Somozas (Somozas), Asco, Asparrena, Aspe, Asteasu, Astigarraga, Astorga, Astudillo, Atarfe, Atarrabia (Villava), Ataun, Ateca, Atxondo, Autol, Avia, Ávila (Avila de los Caballe)* (provinca Ávila), Aviles, Avinyo, Avinyonet de Puigventos (Avinyonet), Avinyonet del Penedes (Avinyonet), AvionPredloga:Newdsm, Ayala (Aiara), Ayamonte, Ayamontino, Ayegui, Ayerbe, Ayllon, Ayora, Azagra, Azkoitia (Azcoitia), Aznalcazar, Aznalcollar, Azpeitia, Azuaga, Azuqueca de Henares.

## B
Badajoz* (provinca Badajoz), Badalona, Badia del Valles (Badia), Badolatosa, Baena, Baeza, Baga, Bailen, Baiona (Bayona), Bajamar, Bakio, Balaguer, Balazote, Baleira, Balenya, Ballobar, Balmaseda, Balsareny, Baltanas, Baltar, Bande, Banos de la Encina, Banos de Molgas, Banos de Rio Tobia, Banyeres de Mariola (Banyeres), Banyeres del Penedes (Banyeres), Banyoles (Banolas), Baqueira Beret Ski Area, Barakaldo (Baracaldo), Baralla, Baranain, Barbadas, Barbastro (Balbastro), Barbate (Barbate de Franco), Barbera del Valles, Barcarrota, Barcelona (Barcelone)* (Katalonija), Barcena de Cicero, Bareyo, Bargas, Barlovento, Barrax, Barreiros, Barrika, Barro, Barruelo de Santullan, Barx, Barxeta, Basauri, Batea, Batres, Bayona, Baza, Baztan, Beariz, Beas, Beas de Granada, Beas de Segura (Beas), Beasain, Becerrea, Becerril de Campos, Becerril de la Sierra, Bedmar y Garciez, Begijar, Begonte, Begues, Begur, Bejar, Belalcazar, Belchite, Bell-lloc dUrgell, Bellcaire dUrgell, Bellpuig, Bellreguard, Bellvei, Bellver, Bellver de Cerdanya (Bellver), Bellvis, Belmez, Belmez de la Moraleda, Belmonte, Belmonte de Miranda (Belmonte), Belmonte de Tajo, Belorado, Belver de Cinca (Belver), Belvis de la Jara, Bembibre, Benabarre, Benacazon, Benaguasil (Benaguacil), Benahadux, Benahavis, Benalmadena, Benalua de Guadix (Benalua), Benalua de las Villas, Benalup-Casas Viejas, Benamargosa, Benamaurel, Benameji, Benamocarra, Benaojan, Benasal, Benasque, Benavent de Segria (Benavent), Benavente, Benavides, Benejama (Beneixama), Benejuzar, Benetusser (Benetuser), Benferri, Beniarbeig, Beniarjo, Beniarres, Benicarlo, Benicasim, Benicassim (Benicasim), Benidoleig, Benidorm, Beniel, Benifaio (Benifayo), Benifairo de la Valldigna (Benifairo), Benifairo de les Valls, Beniganim, Benijofar, Benimodo, Beniparrell, Benirredra, Benisano, Benissa, Benitachell (Poble Nou de Benitat), Berango, Berastegi, Berga, Bergara, Bergondo, Beriain, Berja, Berlanga, Berlanga de Duero, Bermeo, Bermillo de Sayago, Berriatua, Berrioplano, Berriozar, Berriz, Besalu, Bescano, Betanzos, Betera, Betxi, Biar, Bielsa, Bienvenida, Biescas, Bigastro, Bigues i Riells, Bilbao (Bilbo)* (provinca Vizcaya), Bimenes, Binaced, Binefar, Binisalem (Benisalem), Binissalem Mallorca, Biota, Blanca, Blanes, Boadilla del Monte, Boal, Boboras, Bocairent, Bodonal de la Sierra, Boecillo, Bogarra, Boimorto, Boiro, Bolanos de Calatrava, Bolbaite, Bollullos de la Mitacion, Bollullos Par del Condado, Bolvir, Bonar, Bonares, Bonete, Bonrepos i Mirambell, Boqueixon, Boquineni, Bordils, BorjaPredloga:Newdsm, Bormujos, Bornos, Borox, Borriol, Boveda, Brazatortas, Brea de Aragon, Breda, Brena Alta, Brena Baja, Brenes, Brihuega, Brion, Briviesca, Brozas, Brunete, Buenavista del Norte, Bueu, Buger, Buitrago del Lozoya (Buitrago), Bujalance, Bullas, Bunol, Bunuel, Bunyola, Burela, Burgohondo, Burgos* (provinca Burgos), Burguillos, Burguillos de Toledo, Burguillos del Cerro, Burjassot (Burjasot), Burlata (Burlada), Burriana, Burujon, Busot, Bustarviejo, Bustillo del Paramo, Busturia.

## C
Cabana (Cabana de Bergantiños), Cabanas, Cabanas de la Sagra, Cabanas Raras, Cabanes, Cabanillas, Cabanillas del Campo, Cabeza del Buey, Cabeza la Vaca, Cabezon, Cabezon de la Sal, Cabezuela del Valle, Cabra, Cabra del Santo Cristo, Cabrales, Cabranes, Cabrera de Mar (Cabrera), Cabrerizos, Cabrils, Cacabelos, Cáceres* (provinca Cáceres), Cadalso de los Vidrios (Cadalso), Cadaques, Cadiar, Cádiz* (provinca Cádiz), Cadreita, Cadrete, Cajar, Cala, Calaceite, Calaf, Calafell, Calahorra, Calamocha, Calamonte, Calanas, Calanda, Calas de Mallorca, Calasparra, Calatayud, Calatorao, Caldas de Montbuy, Caldas de Reis (Caldas), Caldas dEstrac, Caldes de Malavella (Caldes), Caldes de Montbui (Caldas de Montbuy), Caldes dEstrac, Calella, Calera de Leon, Calera y Chozas, Calig, Calldetenes, Callosa de Segura, Callus, Calonge, Calp (Calpe), Calvarrasa de Abajo, Calvia, Calvos de Randin, Calzada de Calatrava, Camaleno, Camarena, Camargo, Camarinas, Camarles, Camarma de Esteruelas, Camas, Cambados, Cambil, Cambre, Cambrils, Caminomorisco, Camp de Mar, Campanario, Campanet, Campaspero, Campdevanol, Campillo de Altobuey, Campillo de Arenas, Campillo de Llerena, Campillos, Campo de Criptana, Campo Lameiro, Campo Lugar, Campo Real, Camponaraya, Camporrobles, Campos, Campos del Rio, Campotejar, Camprodon, Camunas, Can Pastilla, Canada, Canada Rosal, Canals, Canamero, Canaveral, Candamo, Candelaria, Candelario, Candeleda, Canena, Canet de Mar, Canet dEn Berenguer, Canete de las Torres, Canete la Real, Cangas, Cangas de Onis, Cangas del Narcea (Cangas de Narcea), Caniles, Canillas de Aceituno, Canjayar, Canovelles, Canoves i Samalus, Cantalapiedra, Cantalejo, Cantalpino, Cantillana, Cantimpalos, Cantoria, Canyelles, Caparroso, Capdepera, Capellades, Carabana, Caravaca de la Cruz (Caravaca), Carbajosa de la Sagrada, Carballeda (Carballeda de Valdeo), Carballeda de Avia, Carballedo, Carballo, Carboneras, Carbonero el Mayor, Carcaboso, Carcabuey, Carcaixent (Carcagente), Carcar, Carcastillo, Carcer, Carcheles, Cardedeu, Cardena, Cardona, Carinena, Carino, Carlet, Carmona, Carnota, Carracedelo, Carral, Carranque, Carranza (Valle de Carranza), Carreno, Carrion de Calatrava, Carrion de los Cespedes (Carrion), Carrion de los Condes, Carrizo, Carrizosa, Cartagena, Cartama, Cartaya, Cartelle, Cartes, Casabermeja, Casalarreina, Casar de Caceres, Casar de Palomero, Casarabonela, Casares, Casariche, Casarrubios del Monte, Casarrubuelos, Casas de Benitez, Casas de Don Pedro, Casas de Fernando Alonso, Casas de Juan Nunez, Casas-Ibanez, Casasimarro, Casatejada, Casavieja, Cascante, Caseda, Casinos, Caso, Caspe, Cassa de la Selva, Castalla, Castanar de Ibor, Castejon, Castell-Platja dAro, Castellar, Castellar de la Frontera, Castellar de Santiago, Castellar del Valles (Castellar), Castellbell i el Vilar, Castellbisbal, Castelldefels, Castellet i la Gornal, Castellgali, Castello (Castello de la Plana)* (provinca Castellón), Castello de Rugat (Castello), Castello dEmpuries, Castellsera, Castelltercol, Castellvell del Camp (Castellvell), Castellvi de la Marca (Castellvi), Castellvi de Rosanes, Castilblanco, Castilblanco de los Arroyos (Castilblanco), Castilleja de Guzman, Castilleja de la Cuesta, Castillejar, Castillo de Bayuela, Castillo de Locubin, Castrelo de Mino, Castrelo do Val, Castril, Castrillon, Castro Caldelas, Castro de Rei (Castro), Castro del Rio, Castro-Urdiales, Castrocalbon, Castrocontrigo, Castronuno, Castropodame, Castropol, Castroverde, Castuera, Catadau, Catarroja, Catoira, Catral, Caudete, Cazalegas, Cazalla de la Sierra (Cazalla), Cazorla, Ceanuri (Zeanuri), Cebolla, Cebreros, Ceclavin, Cedeira, Cedillo del Condado, Cee, Cehegin, Celanova, Cella, Celra, Cenes de la Vega, Cenicero, Cenicientos, Cenizate, Cenlle, Centelles, Cerceda, Cercedilla, Cercs, Cerdanyola (Cerdanyola de Valles), Cerdanyola del Valles, Cerdedo, Cerdido, Cerler, Cervantes, Cervello, Cervera, Cervera de Pisuerga, Cervera del Rio Alhama, Cervo, Cesuras, Ceuta (Sebta), Ceuti, Chantada, Chapineria, Chauchina, Cheles, Chella, Chelva, Cheste, Chiclana (Chiclana de la Front), Chiclana de Segura, Chillon, Chilluevar, Chiloeches, Chimeneas, Chinchilla de Monte-Aragon, Chinchon, Chipiona, Chirivel, Chiva, Chozas de Abajo, Chozas de Canales, Chucena, Churriana de la Vega, Ciempozuelos, Cieza, Cifuentes, Cigales, Cijuela, Cilleros, Cillorigo de Liebana (Cillorigo), Cintruenigo, Cisterniga, Cistierna, Ciudad de Osma (Burgo de Osma), Ciudad Real* (provinca Ciudad Real), Ciudad Rodrigo, Ciudadella de Menorca, Cizur, Coana, Cobeja, Cobena, Cobisa, Coca, Cocentaina, Cogollos de la Vega (Cogollos), Coin, Coiros, Coles, Colindres, Collado Mediano, Collado Villalba, Collbato, Colmenar, Colmenar de Oreja, Colmenar del Arroyo, Colmenar Viejo, Colmenarejo, Colomera, Colunga, Comares, Comarruga, Comillas, Competa, Condado de Trevino, Congosto, Conil (Conil de la Frontera), Consell, Constanti, Constantina, Consuegra, Corbera, Corbera de Llobregat, Corbera dEbre, Corbins, Corca, Corcubion, Córdoba (Kordova, Cordoue) (+ provinca Córdoba), Cordobilla de Lacara, Corella, Coreses, Coria, Coria del Rio, Coripe, Coristanco, Cornella (Cornella de Llobrega), Cornella del Terri (Cornella), Corral de Almaguer, Corral de Calatrava, Corralejo, Corrales, Corte de Peleas, Cortegada, Cortegana, Cortes, Cortes de Baza, Cortes de la Frontera, Cortes de Pallas (Cortes), Cortes y Graena, Corullon, Corvera de Asturias (Corvera), Corvera de Toranzo (Corvera), Coslada, Cospeito, Costa de los Pinos, Costitx, Cotobade, Covaleda, Covelo, Cox, Cozar, Crecente, Creixell, Crevillent (Crevillente), Cruilles (Cruilles Monells i S), Cuadros, Cualedro, Cuarte de Huerva, Cubas (Cubas de la Sagra), Cubelles, Cubillos del Sil, Cudillero, Cuellar, Cuenca* (provinca Cuenca), Cuerva, Cuevas Bajas, Cuevas de San Marcos, Cuevas de Vinroma (Les Coves de Vinroma), Cuevas del Almanzora, Cuevas del Becerro, Cuevas del Campo, Cullar, Cullar Vega, Cullera, Culleredo, Cumbres Mayores, Cunit, Cuntis, Curtis

## D
Daganzo de Arriba, Daimiel, Daimus, Dalias, Daroca, Darro, Daya Nueva, Deba, Degana, Deifontes, Deltrebe (Deltebre), Denia, Derio, Dilar, Dima, Dodro, Dolores, Don Benito, Dona Mencia, Dos Hermanas, Dos Torres, Dosbarrios, Dosrius, Dozon, Duenas, Dumbria, Durango, Durcal, Duruelo de la Sierra

## E
Ea, Ecija, Egues, Eibar, Eivissa (Ibiza), Ejea de los Caballeros, El Alamo (Alamo), El Arenal (Arenal), El Astillero (Astillero), El Barco de Avila (Barco de Avila), El Barraco (Barraco), El Boalo (Boalo), El Bonillo (Bonillo), El Bosque (Bosque), El Bruc (Bruc), El Burgo (Burgo), El Burgo de Ebro (Burgo de Ebro), El Campello (Campello), El Campillo (Campillo), El Carpio (Carpio), El Carpio de Tajo (Carpio de Tajo), El Casar (Casar), El Casar de Escalona (Casar de Escalona), El Castillo de las Guardas (Castillo de las Guar), El Catllar (Catllar), El Cerro de Andevalo (Andevalo), El Coronil (Coronil), El Cuervo de Sevilla (Cuervo de Sevilla), El Ejido (Ejido), El Escorial (Escorial), El Espinar (Espinar), El Franco (Franco), El Gastor (Gastor), El Hoyo de Pinares (Hoyo de Pinares), El Masnou (Masnou), El Medano, El Molar (Molar), El Montmell (Montmell), El Morell (Morell), El Palau dAnglesola (Palau dAnglesola), El Papiol (Papiol), El Paso (Paso), El Pedernoso (Pedernoso), El Pedroso (Pedroso), El Perello (Perello), El Pinell de Brai (Brai), El Pla de Santa Maria (El Pla), El Pont de Suert (Pont de Suert), El Pont de Vilomara i Rocafort (El Pont), El Prat de Llobregat (Prat de Llobregat), El Provencio (Provencio), El Puente del Arzobispo (Puente del Arzobispo), El Puerto de Santa Maria (Puerto de Santa Mari), El Real de la Jara (El Real), El Real de San Vicente (Real de San Vicente), El Robledo (Robledo), El Ronquillo (Ronquillo), El Rosario (Rosario), El Rubio (Rubio), El Saler, El Saucejo (Saucejo), El Sauzal (Sauzal), El Tanque (Tanque), El Tiemblo (Tiemblo), El Toboso (Toboso), El Valle (Valle), El Vellon (Vellon), El Vendrell (Vendrell), El Viso (Viso), El Viso de San Juan (Viso de San Juan), El Viso del Alcor (Viso del Alcor), Elche, Elche de la Sierra, Elda, Elgeta, Elgoibar, Eljas, Elorrio, Elorz (Noain), Els Hostalets de Pierola (Els Hostalets), Els Pallaresos (Pallaresos), els Poblets (Poblets), Elx (Elche), Encinas Reales, Encinasola, Enguera, Enmedio (Campoo de Enmedio), Entrambasaguas, Entrena, Entrimo, Epila, Erandio, Ermua, Errenteria (Orereta), Erribera Beitia (Ribera Baja), Es Castell (Castell), Es Mercadal (Mercadal), Es Migjorn Gran (Migjorn Gran), Escacena del Campo, Escalante, Escalona, Escalonilla, Escarilla, Escatron, Escucha, Esgos, Eskoriatza, Esparragalejo, Esparragosa de la Serena, Esparragosa de Lares, Esparreguera, Espartinas, Espejo, Espera, Espiel, Espinosa de los Monteros, Esplugues de Llobregat (Esplugas de Llobrega), Esporles, Espot, Esquivias, Estartit, Estepa, Estepona, Esteribar, Estivella, Estremera, Etxano (Amorebieta), Etxarri-Aranatz, Etxebarri (Anteiglesia), Ezcabarte, Ezcaray

## F
Fabara, Fabero, Falces, Falset, Fasnia, Faura, Favara, Felanitx, Fene, Feria, Fermoselle, Fernan Caballero, Fernan-Nunez (Fernan Nunez), Ferreries, Ferrol (El Ferrol), Figaro-Montmany (Montmany-Figaro), Figueras, Figueres (Figueras), Figueruelas, Finana, Fines, Finestrat, Firgas, Fisterra, Fitero, Flix, Fogars de la Selva (Fogars), Foios, Folgoso de la Ribera, Folgoso do Courel, Folgueroles, Fonelas, Fonfria, Fonollosa, Font-rubi, Fontanar, Fontanares (Fontanars dels Alfor), Fonz, Forallac, Forcarei, Formentera, Formentera del Segura, Fornells de la Selva, Fornelos de Montes (Fornelos), Fortaleny, Fortuna, Forua, Foz, Frades, Fraga, Frailes, Fregenal de la Sierra, Freila, Fresnedillas de la Oliva (Fresnedillas), Fresno de Torote, Fresno el Viejo, Frigiliana, Friol, Frontera, Fuencaliente, Fuencaliente de la Palma, Fuengirola, Fuenlabrada, Fuenlabrada de los Montes (Fuenlabrada), Fuenmayor, Fuensaldana, Fuensalida, Fuensanta de Martos, Fuente Alamo de Murcia (Fuente Alamo), Fuente de Cantos, Fuente de Pedro Naharro, Fuente de Piedra, Fuente del Maestre, Fuente el Fresno, Fuente el Saz de Jarama (Fuente el Saz), Fuente Obejuna, Fuente Palmera, Fuente Vaqueros, Fuente-Alamo, Fuentealbilla, Fuenterrabia, Fuentes de Andalucia, Fuentes de Ebro, Fuentes de Leon, Fuentes de Onoro, Fuentesauco, Fuentiduena de Tajo (Fuentiduena), Fuerte del Rey, Fuerteventura, Funes, Fustinana

## G
Gador, Galapagar, Galar, Galaroza, Galdakao (Galdacano), Galdar, Galende, Galera, Galisteo, Gallur, Galvez, Gamiz-Fika, Gandesa, Gandia, Garachico, Garafia, Gares (Puente la Reina), Garganta la Olla, Garrafe de Torio, Garrovillas de Alconetar, Garrucha, Gata, Gata de Gorgos, Gatica (Gatika), Gaucin, Gava, Gavarda, Gelida, Gelsa, Gelves, Genoves, Gerena, Gergal, Gerindote, Gernika-Lumo (Guernica y Lumo), Gerona, Getafe, Getaria, Getxo (Algorta), Gibraleon, Gijon (Xixon), Gilena, Gilet, Gimenells i el Pla de la Font (Gimenells i el Pla), Gines, Girona (Gerona), Gironella, Godella, Godelleta, Gojar, Golmayo, Golmes, Gomesende, Gondomar, Gor, Gordexola, Gorliz, Gozon, Gradefes, Grado (Grao), Granada (Grenade), Granadilla de Abona, Granatula de Calatrava, Grandas de Salime, Granen, Granja de Rocamora, Granja de Torrehermosa, Granollers, Graus, Grazalema, Grijota, Grinon, Guadahortuna, Guadalajara (Wad-al-Hajarah), Guadalcanal, Guadalcazar, Guadalix de la Sierra, Guadalupe, Guadamur, Guadarrama, Guadasuar, Guadix, Gualchos, Guardamar del Segura, Guardo, Guarena, Guaro, Guarroman, Guejar Sierra, Guenes, Guevejar, Guia de Isora, Guijo de Galisteo, Guijuelo, Guillena, Guimar, Guitiriz, Guntin, Gurb, Guriezo, Gurrea de Gallego

## H
Haria, Haro, Hazas de Cesto, Hellin, Herencia, Hermandad de Campoo de Suso (Campoo de Suso), Hermigua, Hernani, Herrera, Herrera de Pisuerga, Herrera del Duque, Hervas, Higuera de Arjona (Lahiguera), Higuera de la Serena, Higuera de la Sierra (Higuera), Higuera de Vargas, Higuera la Real, Higueruela, Hijar, Hinojos, Hinojosa del Duque, Hondarribia (Fuenterrabia), Hondon de las Nieves, Hondon de los Frailes, Honrubia, Horcajo de los Montes (Horcajo), Horcajo de Santiago, Horche, Hornachos, Hornachuelos, Horta de Sant Joan (Horta), Hospital de Orbigo, Hospitalet de Llobregat, Hostalric, Hoyo de Manzanares, Huelma, Huelva, Hueneja, Huercal de Almeria, Huercal-Overa, Huerta de Valdecarabanos, Huerta del Rey (Huerta de Rey), Huesa, Huesca (Uesca), Huescar, Huete, Huetor Tajar (Huetor-Tajar), Huetor Vega (Huetor-Vega), Huetor-Santillan (Huetor de Santillan), Huevar del Aljarafe (Aljarafe), Humanes, Humanes de Madrid, Humilladero

## I
Ibarra, Ibeas de Juarros, Ibi, Ibias, Ibiza, Ibros, Icod de los Vinos, Idiazabal, Igorre, Igualada, Igualeja, Iguena, Illas, Illescas (Illesca), Illetas, Illora, Illueca, Inca, Ingenio, Iniesta, Irixoa, Irun, Iruna de Oca (Iruna), Irura, Irurtzun, Isaba, Iscar, Isla Cristina, Isla Mayor, Isla-Cristina, Isona i Conca Della, Istan, Itrabo, Iurreta, Ivars dUrgell, Iznajar, Iznalloz, Iznatoraf

## J
Jabalquinto, Jabugo, Jaca (Chaca), Jacarilla, Jadraque, Jaen, Jamilena, Jaraiz de la Vera, Jarandilla, Jarandilla de la Vera, Javea, Javier, Jayena, Jerez (Jerez de la Frontera), Jerez de los Caballeros, Jerez del Marquesado, Jerica, Jerte, Jimena, Jimena de la Frontera, Jodar, Jumilla, Jun, Juneda

## K
Kanpezu (Campezo)

## L
La Adrada (Adrada), La Alberca (Alberca), La Alberca de Zancara (Alberca de Zancara), La Albuera (Albuera), La Algaba (Algaba), La Almunia de Dona Godina (Almunia de Dona Godi), La Baneza (Baneza), La Bisbal del Penedes (Bisbal del Penedes), La Bisbal dEmporda (Bisbal dEmporda), La Cabrera (Cabrera), La Campana (Campana), La Carlota (Carlota), La Carolina (Carolina), La Cellera de Ter (Cellera de Ter), La Codosera (Codosera), La Coronada (Coronada), La Coruña (A Coruña), La Cumbre (Cumbre), La Escala, La Fatarella (Fatarella), La Font de la Figuera (Font de la Figuera), La Font dEn Carros (Font dEn Carros), La Fuente de San Esteban (Fuente de San Esteba), La Fuliola (Fuliola), La Garriga (Garriga), La Garrovilla (Garrovilla), La Gineta (Gineta), La Granada (Granada), La Granja dEscarp (Granja dEscarp), La Guancha (Guancha), La Guardia (Guardia), La Guardia de Jaen (Guardia de Jaen), La Haba (Haba), La Iruela (Iruela), La Jonquera, La Lantejuela (Lantejuela), La Lastrilla (Lastrilla), La Linea (La Linea de la Concepción), La Llagosta (Llagosta), La Llosa de Ranes (Llosa de Ranes), La Luisiana (Luisiana), La Malaha (Malaha), La Manga Mar Menor, La Matanza de Acentejo (Matanza de Acentejo), La Mojonera (Mojonera), La Muela (Muela), La Nava de Santiago (Nava de Santiago), La Nucia (Nucia), La Oliva (Oliva), La Orotava (Orotava), La Palma de Cervello (Cervello), La Palma del Condado (Palma del Condado), La Parra (Parra), La Pedraja de Portillo (Pedraja de Portillo), La Pesga (Pesga), La Peza (Peza), La Pineda, La Pobla de Claramunt (Pobla de Claramunt), La Pobla de Farnals (Farnals), La Pobla de Lillet (La Pobla), La Pobla de Mafumet (Pobla de Mafumet), La Pobla de Montornes (Pobla de Montornes), La Pobla de Segur (Pobla de Segur), La Pobla de Vallbona (Pobla de Vallbona), La Pobla del Duc (Duc), La Pobla Llarga (Pobla Llarga), La Pola de Gordon (Pola de Gordon), La Puebla de Alfinden (Puebla de Alfinden), La Puebla de Almoradiel (Puebla de Almoradiel), La Puebla de Cazalla (Puebla de Cazalla), La Puebla de los Infantes (La Puebla), La Puebla de Montalban (Puebla de Montalban), La Puebla del Rio (Puebla del Rio), La Pueblanueva (Pueblanueva), La Puerta de Segura (La Puerta), La Rambla (Rambla), La Riera de Gaia (Gaia), La Rinconada (Rinconada), La Robla (Robla), La Roca de la Sierra (Roca de la Sierra), La Roca del Valles (La Roca), La Roda (Roda), La Roda de Andalucia (Roda de Andalucia), La Romana (Romana), La Seca (Seca), La Secuita (Secuita), La Selva del Camp (La Selva), La Senia (Senia), La Seu dUrgell (Seo dUrgel), La Solana (Solana), La Sotonera (Sotonera), La Torre de Claramunt (Claramunt), La Torre de Esteban Hambran (Torre de Esteban Ham), La Union (Union), La Vall de Bianya (Bianya), La Vall den Bas (Vall den Bas), La Vall dUixo (La Vall dUxo), La Victoria (Victoria), La Victoria de Acentejo (Victoria de Acentejo), La Vila Joiosa (La Villajoyosa), La Villa de Don Fadrique (Villa de Don Fadriqu), La Zubia (Zubia), Labastida, Lachar, Lagartera, Laguardia, Laguna de Duero, Laguna de Negrillos, Lakuntza, LAlcora (Alcora), LAlcudia (Alcudia), LAlcudia de Crespins (Alcudia de Crespins), LAldea (Aldea), LAlfas del Pi (Alfaz del Pi), Lalin, LAlqueria de la Condesa (Alqueria de la Comte), Lalueza, LAmetlla de Mar (Ametlla de Mar), LAmetlla del Valles (Ametlla del Valles), LAmpolla (Ampolla), Lanaja, Lancara, Landete, Langreo (Llangreu), Lanjaron, Lanzarote, LArboc (Arboc), Lardero, Laredo, Larrabetzu, Larraga, Larraun, Las Cabezas de San Juan (Cabezas de San Juan), Las Caletillas, Las Canadas del Teide NP, Las Gabias (Gabias), Las Maravillas, Las Mesas (Mesas), Las Navas de la Concepcion (La Concepcion), Las Navas del Marques (Navas del Marques), Las Palmas (Las Palmas de Gran Canaria), Las Pedroneras (Pedroneras), Las Regueras (Regueras), Las Rozas de Madrid (Rozas de Madrid), Las Torres de Cotillas (Torres de Cotillas), Las Valeras (Valeras), Las Ventas con Pena Aguilera (Ventas con Pena Agui), Las Ventas de Retamosa (Ventas de Retamosa), Laujar de Andarax, Laviana (Pola de Laviana), Laxe, Laza, Lazkao, Lebrija, Lecinena, Lecrin, Ledana, Ledesma, Leganes, Legazpi (Legazpia), Legorreta, Legutiano, Leioa, Leiro, Leitza, Lekeitio, Lekunberri, LEliana (Eliana), Lemoa, Lena (Llena), León (Lleon), Lepe, Lerida, Lerin, Lerma, Les Borges Blanques (Borges Blanques), Les Borges del Camp (Borges del Camp), Les Franquesas del Valles (Franqueses del Valle), Les Masies de Voltrega (Les Masies), Les Planes dHostoles (Planes dHostoles), Les Preses (Preses), Lesaka, LEscala (Escala), LEspluga de Francoli (Espluga de Francoli), Letur, Lezama, Lezo, Lezuza, LHospitalet de Llobregat (Hospitalet), Librilla, Lierganes, Lietor, Lillo, Limpias, Linares, Linares de Riofrio, Linyola, Lizarra (Estella), Llafranc, Llagostera, Llamas de la Ribera, Llanca, Llanera, Llanera de Ranes, Llanes, Llauri, Lleida (Lerida), Llerena, Llers, Llica dAmunt, Llica de Vall (Llica), Llinars del Valles (Llinars), Lliria (Liria), Llivia, Llodio (Laudio), Llombai, Llorenc del Penedes (Llorenc), Lloret de Mar, Lloret de Vista Alegre, Lloseta, Llubi, Llucmajor (Lluchmayor), Llutxent, Lobeira, Lobios, Lobon, Lodosa, Loeches, Logrono, Logrosan, Loiu, Loja, LOlleria (Olleria), Lominchar, Lopera, Lora del Rio (Lora), Lorca (Lurka), Loriguilla, Lorqui, Los Alcazares (Alcazares), Los Arcos (Arcos), Los Barrios (Barrios), Los Corrales (Corrales), Los Corrales de Buelna (Corrales de Buelna), Los Cortijos (Cortijos), Los Cristianos, Los Gallardos (Gallardos), Los Guajares (Guajares), Los Hinojosos (Hinojosos), Los Llanos de Aridane (Llanos de Aridane), Los Molares (Molares), Los Molinos (Molinos), Los Montesinos (Montesinos), Los Navalmorales (Navalmorales), Los Navalucillos (Navalucillos), Los Palacios y Villafranca (Palacios y Villafran), Los Realejos (Realejo Alto), Los Santos de la Humosa (La Humosa), Los Santos de Maimona (Santos de Maimona), Los Silos (Silos), Los Villares (Villares), Los Yebenes (Yebenes), Losar de la Vera, Lourenza, Lousame, Lubrin, Lucena, Lucena del Cid, Lucena del Puerto, Luceni, Lugo, Lumbier, Lumbrales, Lupion, Luque

## M
Macael, Macanet de la Selva (La Selva), Macastre, Maceda, Macotera, Madrid, Madridejos, Madrigal de la Vera, Madrigal de las Altas Torres, Madrigalejo, Madrigueras, Madronera, Maella, Magallon, Magalluf, Magan, Maguilla, Mahon (Mao), Mahora, Mairena del Alcor, Mairena del Aljarafe, Majadahonda, Majadas, Malaga, Malagon, Malgrat de Mar, Mallabia, Mallen, Mallorca, Malpartida de Caceres, Malpartida de Plasencia, Malpica de Bergantinos, Malpica de Tajo (Malpica), Maluenda, Manacor, Mancha Real, Manilva, Manises, Manlleu, Manon, Manresa, Mansilla de las Mulas, Manuel, Manzanares, Manzanares el Real, Manzaneda, Manzanilla, Maracena, Marbella, Marchamalo, Marchena, Marcilla, Maria, Maria de Huerva, Maria de la Salud (Maria de la Salut), Marin, Marina de Cudeyo (Cudeyo), Marinaleda, Marines, Markina-Xemein, Marmolejo, Marratxi, Martin de la Jara, Martorell, Martorelles, Martos, Mas de las Matas, Masalaves, Masdenverge, Maside, Maspalomas, Masquefa, Massalfassar, Massamagrell, Massanassa, Matadepera, Matalascanas, Matallana de Torio (Matallana), Matapozuelos, Mataro, Mayorga, Mazagon, Mazarambroz, Mazaricos, Mazarron, Mazcuerras, Meano, Meco, Medellin, Medina de las Torres, Medina de Pomar, Medina de Rioseco, Medina del Campo, Medina-Sidonia, Medio Cudeyo, Mediona, Meira, Meis, Mejorada, Mejorada del Campo, Melgar de Fernamental, Meliana, Melide, Melilla (Tamlit), Melon, Membrilla, Menasalbas, Mendaro, Mendavia, Mendigorria, Mengibar, Mentrida, Mequinenza, Mercadal, Mérida, Merindad de Rio Ubierna (Merindad), Meruelo, Mesia, Miajadas, Miengo, Mieres (Mieres del Camino), Miguel Esteban, Miguelturra, Mijas, Milagro, Minas de Riotinto (Minas), Minaya, Minglanilla, Mino, Mira, Miraflores de la Sierra (La Sierra), Miralcamp, Miramar, Miranda de Ebro, Mirandilla, Mislata (Mislada), Moana, Mocejon, Moclin, Moclinejo, Moeche, Mogan, Mogente, Moguer, Mohedas de Granadilla (Granadilla), Moia, Mojacar, Mojados, Molina de Aragon, Molina de Segura, Molinicos, Molins de Rei (Molins de Rey), Molledo, Mollet del Valles, Mollina, Molvizar, Mombeltran, Monachil, Moncada, Moncofar (Moncofa), Monda, Mondariz, Mondejar, Mondonedo, Monesterio, Monfero, Monforte de Lemos, Monforte del Cid, Monistrol de Montserrat (Monistrol), Monover (Monovar), Monreal del Campo, Monserrat, Mont-ras, Mont-roig del Camp (Mont-roig), Montaberner (Montaverner), Montalban, Montalban de Cordoba, Montanchez, Montblanc, Montbrio del Camp (Montbrio), Montcada i Reixac (Moncada), Monteagudo, Montealegre del Castillo, Montederramo, Montefrio, Montehermoso, Montejicar, Montellano, Montemayor, Montemayor de Pililla, Montemolin, Monterrei, Monterroso, Monterrubio de la Serena, Montesa, Montgat, Montiel, Montijo, Montilla, Montillana, Montizon, Montmelo, Montornes del Valles, Montoro, Montroy, Montseny, Montuiri, Monturque, Monzon, Mora, Mora de Rubielos, Mora dEbre, Mora la Nova, Moral de Calatrava, Moraleda de Zafayona, Moraleja, Moraleja de Enmedio, Moraleja del Vino, Morales de Toro, Morales del Vino, Moralzarzal, Morana, Morata de Jalon, Morata de Tajuna, Moratella (Moratalla), Morcin, Morella, Moriles, Moron de la Frontera, Morro del Jable, Mos, Mostoles, Mota del Cuervo, Motilla del Palancar, Motril, Moya, Muel, Mugardos, Muinos, Mula, Mundaka, Munera, Mungia, Murchante, Murcia (Murcie), Murillo de Rio Leza, Muro, Muro del Alcoy (Muro de Alcoy), Muros, Muros de Nalon, Museros, Muskiz, Mutriku, Mutxamel (Muchamiel), Muxia, Muxika

## N
Najera, Nambroca, Naquera, Naron, Naut Aran, Nava, Nava de la Asuncion, Nava del Rey, Navacerrada, Navaconcejo, Navahermosa, Navalagamella, Navalcan, Navalcarnero, Navalmanzano, Navalmoral de la Mata, Navalperal de Pinares, Navaluenga, Navalvillar de Pela, Navarcles, Navarres, Navarrete, Navas, Navas de Oro, Navas de San Juan (Navas), Navas del Madrono, Navas del Rey, Navia, Navia de Suarna, Neda, Negreira, Nerja, Nerpio, Nerva, Nestares, Nevada, Niebla, Nigran, Nijar, Noalejo, Noblejas, Nogueira de Ramuin, Noia (Noya), Noja, Nonaspe, Norena, Novelda, Noves, Nueva Carteya, Nuevalos, Nuevo Baztan, Nules, Numancia de la Sagra, Nunomoral

## O
O Barco de Valdeorras (Barco de Valdeorras), O Bolo (Bolo), O Carballino (Carbalino), O Corgo (Corgo), O Grove (Grove), O Incio (Incio), O Irixo (Irixo), O Paramo (Paramo), O Pereiro de Aguiar (Pereiro de Aguiar), O Pino (Pino), O Porrino (Porrino), O Rosal (Rosal), O Savinao (Savinao), O Valadouro (Valadouro), O Vicedo (Vicedo), Obejo, Ocana, Odena, Ogijares, Oia, Oiartzun, Oimbra, Oion (Oyon), Ojen, Okondo, Olazagutia, Oleiros, Olerdola, Olesa de Bonesvalls, Olesa de Montserrat, Oliana, Olias del Rey, Olite, Oliva, Oliva de la Frontera, Oliva de Merida, Olivares, Olivella, Olivenza, Olmedo, Olocau, Olost, Olot, Olula del Rio, Olvega, Olvera, Olza, Ona, Onati (Onate), Onda, Ondara, Ondarroa, Onil, Ontigola, Ontinyent (Ontiniente), Ontur, Onzonilla, Orba, Orce, Orcera, Orcheta (Orxeta), Orcoyen, Ordes (Ordenes), Ordizia, Orduna (Urduna), Orellana la Vieja, Orense, Orgaz, Orgiva, Oria, Orihuela, Orio, Ormaiztegi, Oropesa, Oroso, Orozko, Ortigueira, Ortuella, Os Blancos (Blancos), Osorno la Mayor, Ossa de Montiel, Osuna, Otivar, Otura, Otxandio, Ourense (Orense), Ourol, Outeiro de Rei (Outeiro), Outes, Oviedo (Uvieu), Oza dos Rios

## P
Paderne, Paderne de Allariz, Padrenda, Padron, Padul, Paguera, Paiporta, Pajara, Palacios del Sil, Palafolls, Palafrugell, Palamos, Palas de Rei (Palas), Palau-saverdera, Palau-solita i Plegamans (Palau de Plegamans), Palazuelos de Eresma, Palencia, Palenciana, Palleja, Palma (Palma de Mallorca), Palma de Gandia, Palma (Palma De Mallorca), Palma del Rio, Palma Nova, Palomares del Rio, Palos de la Frontera, Pals, Pamplona (Iruna), Pantoja, Panton, Paracuellos de Jarama, Paradas, Paradela, Paramo del Sil, Paredes de Nava, Parets del Valles (Parets), Parla, Parres, Pasaia, Pastrana, Pastriz, Paterna, Paterna de Rivera, Paterna del Campo, Paymogo, Pazos de Borben, Peal de Becerro, Pechina, Pedrafita do Cebreiro, Pedrajas de San Esteban, Pedralba, Pedreguer, Pedrera, Pedrezuela, Pedro Abad, Pedro Bernardo, Pedro Martinez, Pedro Munoz, Pedroche, Pedrola, Pegalajar, Pego, Pelayos de la Presa (La Presa), Peligros, Penafiel, Penaflor, Penagos, Penalsordo, Penamellera Baja, Penaranda de Bracamonte, Penarroya-Pueblonuevo, Penas de San Pedro, Peniscola, Pepino, Peralada, Peraleda de la Mata, Perales de Tajuna, Peralta, Periana, Petin, Petra, Petrer, Picanya, Picassent (Picasent), Piedrabuena, Piedrahita, Piedralaves, Pielagos, Piera, Pilar de la Horadada, Pilas, Piles, Pilona, Pina de Ebro, Pinar, Pineda de Mar, Pinofranqueado, Pinor, Pinos Genil, Pinos Puente (Pinos-Puente), Pinoso, Pinseque, Pinto, Piornal, Pizarra, Plasencia, Playa Blanca, Playa de Aro, Playa de las Americas, Playa de Talamanca, Playa del Ingles, Plentzia, Pliego, Poio (Poyo), Pol, Polan, Polanco, Polinya, Polinya de Xuquer (Polinya), Pollenca (Pollensa), Polop, Polopos, Ponferrada, Ponte Caldelas (Ponte-Caldelas), Ponteareas (Puenteareas), Ponteceso, Pontecesures, Pontedeume, Pontevedra, Ponts, Porcuna, Porqueira, Porqueres, Porreres, Port DAndratx, Port de Pollensa, Portals Nous, Portas, Portbou, Portillo, Portillo de Toledo, Porto Cristo, Porto do Son, Portomarin, Portugalete, Porzuna, Posadas, Potes, Pozo Alcon, Pozo Canada, Pozoblanco, Pozohondo, Pozuelo de Alarcon, Pozuelo de Calatrava, Pradejon, Prado del Rey, Pradoluengo, Prats de Llucanes (Llucanes), Pravia, Premia de Dalt (Dalt), Premia de Mar, Priego, Priego de Cordoba, Pruna, Pucol (Puzol), Puebla de Alcocer, Puebla de Don Fadrique (Don Fadrique), Puebla de Don Rodrigo (Don Rodrigo), Puebla de Guzman (Guzman), Puebla de la Calzada, Puebla de Obando, Puebla de Sanabria, Puebla de Sancho Perez, Puebla del Brollon (A Pobra do Brollon), Pueblonuevo del Guadiana (Guadiana), Puente de Domingo Florez, Puente de Genave (Genave), Puente Genil, Puente Viesgo, Puerto De Alcudia, Puerto de la Cruz, Puerto de Santa Maria, Puerto de Santiago, Puerto del Carmen, Puerto del Rosario, Puerto Lapice, Puerto Lumbreras (Lumbreras), Puerto Real, Puerto Rico, Puerto Serrano, Puertollano, Puig, Puig-reig, Puigcerda, Puigpunyent, Puigverd de Lleida (Lleida), Pulgar, Pulianas, Pulpi, Punta Umbria, Puntagorda, Puntallana, Purchena, Purullena

## Q
Quart, Quart de les Valls (Les Valls), Quart de Poblet (Cuart de Poblet), Quartell, Quatretonda, Quel, Quentar, Quer, Quero, Quesada, Quijorna, Quintana de la Serena, Quintana del Castillo, Quintanar de la Orden, Quintanar de la Sierra, Quintanar del Rey, Quintanilla de Onesimo, Quinto, Quiroga, Quiros, Quismondo

## R
Rabade, Rafal, Rafelbunyol (Rafelbunol), Rafelcofer, Rafelguaraf, Rairiz de Veiga, Ramales de la Victoria, Ramiras, Rascafria, Real de Gandia, Real de Montroy (Real de Montroi), Recas, Redondela, Redovan, Reinosa, Remolinos, Renedo de Esgueva (Esgueva), Reocin, Requena, Retuerta del Bullaque (Bullaque), Reus, Rianxo (Rianjo), Riaza, Riba-roja de Turia (Ribarroja), Riba-roja dEbre, Ribadavia, Ribadedeva, Ribadeo, Ribadesella, Ribadumia, Ribaforada, Ribamontan al Mar, Ribamontan al Monte, Ribas de Sil, Ribeira (Ribera), Ribera de Arriba (Arriba), Ribera del Fresno, Ribes de Freser (Freser), Ribesalbes, Ricla, Ricote, Riells i Viabrea, Rincon de la Victoria, Rincon de Soto, Riofrio de Aliste, Riogordo, Rioja, Riola, Riolobos, Rionansa, Riopar, Rios, Riosa, Riotorto, Riotuerto, Ripoll, Ripollet, Riudarenes, Riudecols, Riudellots de la Selva, Riudoms, Rivas-Vaciamadrid (Vaciamadrid), Roa, Robledo de Chavela, Rocafort, Rociana del Condado (Condado), Roda de Bara, Roda de Ter (Roda), Rodeiro, Rois, Rojales, Ronda, Roquetas de Mar, Roquetes, Rosal de la Frontera (La Frontera), Rosalejo, Rosas, Roses (Rosas), Rossell, Rota, Rotgla y Corbera (Rotgla i Corbera), Rotova, Rubi, Rubia, Rueda, Ruesga, Rus, Rute

## S
Sa Coma, Sa Pobla (Pobla), Sabadell, Sabero, Sabinanigo, Sabiote, Sacedon, Sada, Sadaba, SAgaro, Sagunt (Murviedro), Sahagun, Salamanca (Salamanque), Salar, Salas, Salas de los Infantes, Salceda de Caselas, Saldana, Salinas, Sallent, Sallent de Gallego, Salobrena, Salou, Salt, Salteras, Salvaleon, Salvaterra de Mino (Mino), Salvatierra (Agurain), Salvatierra de los Barros, Samos, San Adrian, San Agustin, San Agustin del Guadalix, San Amaro, San Andres del Rabanedo, San Andres y Sauces, San Antonio Abad, San Antonio de Benageber (Benageber), San Asensio, San Augustin, San Bartolome, San Bartolome de la Torre, San Bartolome de Tirajana, San Bartolome Tirajana, San Carlos del Valle, San Cibrao das Vinas, San Clemente, San Cristobal, San Cristobal de Entrevinas, San Cristobal de la Laguna (La Laguna), San Cristobal de Segovia, San Cristovo de Cea (Cea), San Cugat del Valles, San Esteban de Gormaz, San Felices de Buelna (Buelna), San Feliu de Guixols, San Fernando, San Fernando de Henares, San Fulgencio, San Ildefonso (San Ildefonso o la G), San Isidro, San Javier, San Jose, San Jose del Valle (San Jose), San Juan de Alicante, San Juan de Aznalfarache, San Juan de la Rambla, San Juan de Moro (Sant Joan de Moro), San Juan del Puerto, San Justo de la Vega, San Leonardo de Yague, San Lorenzo de El Escorial, San Lorenzo de la Parrilla, San Lorenzo del Escorial, San Luis, San Martin de la Vega, San Martin de Valdeiglesias (San Martin), San Martin del Rey Aurelio (Samartin del Rei Aur), San Mateo de Gallego, San Miguel, San Miguel de Abona (Abona), San Miguel de Salinas, San Nicolas de Tolentino (San Nicolas), San Pablo de los Montes (Los Montes), San Pedro, San Pedro del Pinatar, San Roman de los Montes (Los Montes), San Roque, San Sadurnino, San Sebastian (Donostia), San Sebastian de la Gomera, San Sebastian de los Reyes, San Sebastian La Gomera, San Vicente de Alcantara (Alcantara), San Vicente de la Barquera, San Vicente de la Sonsierra, Sancibrian, Sandias, Sanlucar de Barrameda, Sanlucar la Mayor, Sant Adria de Besos (San Adrian de Besos), Sant Andreu de la Barca (San Andres de la Bar), Sant Andreu de Llavaneres (Llavaneres), Sant Antoni de Portmany (Portmany), Sant Antoni de Vilamajor (Sant Antoni), Sant Bartomeu del Grau (Grau), Sant Boi de Llobregat (San Baudilio de Llob), Sant Carles de la Rapita (San Carlos de la Rap), Sant Cebria de Vallalta (Sant Cebria), Sant Celoni (San Celoni), Sant Cugat del Valles (San Cugat del Valles), Sant Esteve de Palautordera (Palautordera), Sant Esteve Sesrovires, Sant Feliu de Codines (Codines), Sant Feliu de Guixols (San Feliu de Guixols), Sant Feliu de Llobregat (San Feliu de Llobreg), Sant Feliu de Pallerols (Pallerols), Sant Fost de Campsentelles (Campsentelles), Sant Fruitos de Bages (Bages), Sant Gregori, Sant Guim de Freixenet (Freixenet), Sant Hilari Sacalm, Sant Hipolit de Voltrega (Sant Hipolit), Sant Iscle de Vallalta (Sant Iscle), Sant Jaume dels Domenys (Domenys), Sant Jaume dEnveja, Sant Joan, Sant Joan dAlacant (San Juan de Alicante), Sant Joan de Labritja (Labritja), Sant Joan de les Abadesses, Sant Joan de Vilatorrada, Sant Joan Despi (San Juan Despi), Sant Joan les Fonts, Sant Julia de Ramis (Ramis), Sant Julia de Vilatorta (Sant Julia), Sant Just Desvern (San Justo Desvern), Sant Llorenc des Cardassar (Cardassar), Sant Llorenc dHortons, Sant Llorenc Savall, Sant Lluis, Sant Marti de Tous (Sant Marti), Sant Marti Sarroca, Sant Mateu, Sant Pere de Ribes (San Pedro de Ribas), Sant Pere de Riudebitlles, Sant Pere de Torello (Sant Pere), Sant Pere de Vilamajor (Sant Pere), Sant Pere Pescador, Sant Pol de Mar (Sant Pol), Sant Quirze de Besora (Besora), Sant Quirze del Valles, Sant Salvador de Guardiola (Guardiola), Sant Vicenc de Castellet (Castellet), Sant Vicenc de Montalt (Montalt), Sant Vicenc de Torello (Sant Vicenc), Sant Vicenc dels Horts (San Vicente dels Hor), Sant Vicent del Raspeig (San Vicente de Raspe), Santa Amalia, Santa Barbara, Santa Barbara de Casa (Casa), Santa Brigida, Santa Coloma de Cervello, Santa Coloma de Farners (Farners), Santa Coloma de Gramenet (Santa Coloma de Gram), Santa Coloma de Queralt (Queralt), Santa Comba, Santa Cristina dAro, Santa Cristina de la Polvorosa, Santa Cruz de Bezana, Santa Cruz de la Palma, Santa Cruz de la Zarza, Santa Cruz de Mudela, Santa Cruz de Tenerife, Santa Cruz del Retamar, Santa Elena de Jamuz, Santa Eufemia, Santa Eugenia, Santa Eugenia de Berga (Berga), Santa Eulalia, Santa Eulalia de Roncana (Roncana), Santa Eulalia del Rio (Sant Eularia del Riu), Santa Fe, Santa Lucia (Santa Lucia de Tiraj), Santa Margarida de Montbui (Montbui), Santa Margarida i els Monjos, Santa Margarita (Santa Margalida), Santa Maria de Cayon, Santa Maria de Corco (Corco), Santa Maria de Guia de Gran Canaria (Guia de Gran Canaria), Santa Maria de Palautordera, Santa Maria del Cami (Cami), Santa Maria del Paramo, Santa Maria dOlo, Santa Maria la Real de Nieva, Santa Marina del Rey, Santa Marta, Santa Marta de Tormes, Santa Olalla, Santa Olalla del Cala (Cala), Santa Oliva, Santa Pau, Santa Perpetua de Mogoda (Santa Perpetua de Mo), Santa Pola, Santa Ponsa, Santa Ursula, Santacara, Santaella, Santander, Santanyi, Santesteban (Doneztebe), Santiago de Alcantara (Alcantara), Santiago de Compostela (Compostella, Kompostela), Santiago del Teide, Santiago-Pontones, Santibanez de la Pena, Santibanez de Vidriales, Santillana, Santillana del Mar, Santiponce, Santiso, Santisteban del Puerto, Santiurde de Toranzo, Santo Domingo, Santo Domingo de la Calzada, Santo Tome, Santomera, Santona, Santovenia de la Valdoncina (La Valdoncina), Santovenia de Pisuerga, Santpedor, Santurtzi (Santurce), Sanxenxo (Sangenjo), Sariego, Sariegos, Sarinena, Sarral, Sarreaus, Sarria, Sarria de Ter, Sarrion, Sartaguda, Sasamon, Sastago, Sax, Sayalonga, Sedavi, Segorbe, Segovia (Segovie), Segura, Segura de la Sierra (La Sierra), Segura de Leon, Segurilla, Selaya, Selva, Sencelles, Sentmenat, Senyera, Seo de Urgel, Sepulveda, Serinya, Seron, Seros, Serra, Serrada, Serradilla, Serranillos del Valle, Ses Salines (Salines), Sesena, Sesma, Sestao, Setenil (Setenil de las Bodeg), Seva, Sevilja (Seville)/Seville (Sevilja), Sevilla la Nueva, Siero (Pola de Siero), Sierra de Fuentes, Sierra de Yeguas, Sierra Engarceran, Sierra Nevada, Siete Aguas, Sigüenza, Siles, Silla, Silleda, Sils, Simancas, Simat de la Valldigna (La Valldigna), Sinarcas, Sineu, Siruela, Sisante, Sitges, Soba, Sober, Sobrado, Socovos, Socuellamos, Solana de los Barros, Sollana, Soller, Solorzano, Solosancho, Solsona, Somiedo, Son Servera, Sondika, Soneja, Sonseca, Sopelana (Sopela), Sopuerta, Sorbas, Soria, Sorihuela del Guadalimar, Sort, Sos del Rey Catolico, Soses, Sotillo de la Adrada, Soto de la Vega, Soto del Barco, Soto del Real (Real), Soutomaior, Suances, Subirats, Sueca, Sumacarcer, Suria

## T
Tabernas, Taberno, Taboada, Taboadela, Tacoronte, Tafalla, Talamanca de Jarama, Talarrubias, Talavera de la Reina, Talavera la Real, Talayuela, Talayuelas, Tamarite de Litera, Tapia de Casariego, Taradell, Tarajalejo, Tarancon, Tarazona (Tarazona de Aragon), Tarazona de la Mancha, Tardienta, Tarifa, Tarragona (Tarragone), Tarrega, Tauste, Tavernes Blanques, Tavernes de la Valldigna (Tabernes de Valldign), Tazacorte, Teba, Tegueste, Teguise, Teia, Tejeda, Telde, Tembleque, Tenerife, Teo, Termens, Teror, Terradillos, Terrasa, Terrassa (Tarrasa), Terrinches, Teruel, Teulada, Teverga, Tiana, Tias, Tibi, Tielmes, Tijarafe, Tijola, Tinajo, Tineo (Tineu), Tobarra, Tocina, Toen, Toledo (Tolede), Tolosa, Tolox, Tomares, Tomelloso, Tomino, Tona, Toques, Tora, Tordera, Tordesillas, Tordoia, Torello, Toreno, Tornavacas, Toro, Torquemada, Torralba de Calatrava, Torre de Juan Abad, Torre de Miguel Sesmero, Torre del Bierzo, Torre del Campo (Torredelcampo), Torre del Mar, Torre-Cardela, Torre-Pacheco, Torreblanca, Torreblascopedro, Torrecampo, Torrecillas de la Tiesa, Torredembarra, Torredonjimeno, Torrefarrera, Torrejon de Ardoz, Torrejon de la Calzada, Torrejon de Velasco, Torrejon del Rey, Torrejoncillo, Torrelaguna, Torrelavega, Torrelavit, Torrelles de Foix (Foix), Torrelles de Llobregat (Llobregat), Torrelodones, Torremejia, Torremocha, Torremolinos, Torrent (Torrente), Torrenueva, Torreorgaz, Torreperogil, Torres, Torres de Berrellen, Torres de la Alameda, Torres de Segre, Torrevieja, Torrijos, Torroella de Montgri, Torrox, Tortosa, Tossa de Mar (Tossa), Totana, Touro, Tous, Trabada, Traiguera, Trapagaran (Trapaga), Trasmiras, Trazo, Trebujena, Tredos, Tremp, Tres Cantos, Trespaderne, Trigueros, Trijueque, Trillo, Trujillanos, Trujillo, Tudela (Tutera), Tudela de Duero, Tuejar, Tui (Tuy), Tuineje, Turcia, Turegano, Turis, Turre

## U
Ubeda, Ubrique, Uceda, Ugao-Miraballes, Ugena, Ugijar, Uharte (Huarte), Ullastrell, Ulldecona, Ultzama, Umbrete, Urda, Urduliz, Urnieta, Urretxu, Usagre, Usurbil, Utebo, Utiel, Utrera, Utrillas

## V
Vacarisses, Val de San Vicente (San Vicente), Val do Dubra, Valdaliga, Valdecaballeros, Valdefresno, Valdefuentes, Valdeganga, Valdegovia, Valdelacalzada, Valdemorillo, Valdemoro, Valdeolea, Valdeolmos (Valdeolmos-Alalpardo), Valdepenas, Valdepenas de Jaen, Valdepolo, Valderas, Valderredible, Valderrobres, Valderrueda, Valdes, Valdestillas, Valdetorres, Valdetorres de Jarama, Valdevimbre, Valdilecha, Valdovino, Valencija (Valencia), Valencia de Alcantara, Valencia de Don Juan, Valencia del Ventoso, Valencina de la Concepcion, Valenzuela, Valga, Vall dAlba, Vallada, Valladolid, Vallbona dAnoia, Valldemosa (Valdemosa), Valle de Abdalajis (Abdalajis), Valle de Cabuerniga (Cabuerniga), Valle de la Serena, Valle de Mena, Valle de Santa Ana, Valle de Tobalina (Tobalina), Valle del Zalabi (Zalabi), Valle Gran Rey, Vallehermoso, Valleseco, Vallfogona de Balaguer, Vallgorguina, Vallirana, Vallmoll, Vallromanes, Valls, Valmojado, Valsequillo de Gran Canaria, Valtierra, Valverde, Valverde de Jucar, Valverde de la Virgen, Valverde de Leganes, Valverde de Merida, Valverde del Camino, Valverde del Fresno, Vandellos i lHospitalet de lInfant (LInfant), Vedra, Vega de Espinareda, Vega de San Mateo, Vegadeo, Vegas del Condado, Vegas del Genil (Genil), Vejer de la Frontera, Velada, Velez Blanco, Velez de Benaudalla, Velez-Malaga, Velez-Rubio (Velez Rubio), Velilla de San Antonio, Velilla del Rio Carrion, Venta de Banos, Venta del Moro (Moro), Venturada, Vera, Vera de Bidasoa (Bera), Verdu, Verea, Vergel (El Verger), Verges, Verin, Viana, Viana de Cega, Viana do Bolo, Viator, Vic, Vicar, Vidreres, Vielha, Vielha e Mijaran, Vigo, Vila de Cruces, Vila-real (Villarreal), Vila-seca (Vila-seca i Salou), Vilablareix, Vilaboa, Viladecans, Viladecavalls, Viladrau, Vilafant, Vilaflor, Vilafranca del Penedes (Villafranca del Pana), Vilagarcia de Arousa (Villagarcia de Arosa), Vilajuiga, Vilalba (Villalba), Vilallonga del Camp (Vilallonga), Vilamarin, Vilamartin de Valdeorras (Valdeorras), Vilamarxant, Vilanova de Arousa (Villanueva de Arosa), Vilanova de Bellpuig, Vilanova del Cami, Vilanova del Valles (Vilanova), Vilanova i la Geltru (Villanova y Geltru), Vilanova La Geltru, Vilardevos, Vilarmaior, Vilasantar, Vilassar de Dalt (Dalt), Vilassar de Mar, Vilches, Villa de Mazo (Mazo), Villa del Prado (Prado), Villa del Rio, Villablanca, Villablino, Villabona, Villabragima, Villacanas, Villacarriedo, Villacarrillo, Villacastin, Villaconejos, Villada, Villadangos del Paramo, Villadecanes, Villadiego, Villaescusa, Villafames, Villafranca, Villafranca de Bonany (Villafranca), Villafranca de Cordoba, Villafranca de los Barros, Villafranca de los Caballeros, Villafranca del Bierzo, Villafranca del Cid, Villafufre, Villagarcia de la Torre, Villagonzalo, Villagonzalo Pedernales, Villahermosa, Villajoyosa, Villalba de los Barros, Villalba del Alcor, Villalbilla, Villalgordo del Jucar (Jucar), Villalon de Campos, Villalonga, Villalpando, Villalpardo, Villaluenga de la Sagra (La Sagra), Villamalea, Villamanan, Villamanin, Villamanrique, Villamanrique de la Condesa (La Condesa), Villamanta, Villamartin, Villamayor, Villamayor de Santiago, Villamediana de Iregua, Villamuriel de Cerrato, Villanubla, Villanueva de Alcardete, Villanueva de Algaidas, Villanueva de Castellon, Villanueva de Cordoba, Villanueva de Duero, Villanueva de Gallego, Villanueva de la Canada, Villanueva de la Fuente, Villanueva de la Jara, Villanueva de la Reina, Villanueva de la Serena, Villanueva de la Torre, Villanueva de la Vera, Villanueva de los Infantes, Villanueva de San Juan, Villanueva de Tapia, Villanueva del Ariscal, Villanueva del Arzobispo, Villanueva del Campo, Villanueva del Duque, Villanueva del Fresno, Villanueva del Pardillo, Villanueva del Rey, Villanueva del Rio Segura (Rio Segura), Villanueva del Rio y Minas, Villanueva del Rosario, Villanueva del Trabuco, Villanueva Mesia, Villaquejida, Villaquilambre, Villar de Olalla, Villar de Rena, Villar del Arzobispo (Arzobispo), Villar del Olmo (Olmo), Villar del Rey, Villaralbo, Villaralto, Villarcayo de Merindad de Castilla la Vieja (Merindad de Castilla), Villardompardo, Villarejo de Orbigo, Villarejo de Salvanes, Villares de la Reina, Villarino de los Aires, Villarrasa, Villarrobledo, Villarrubia de los Ojos, Villarrubia de Santiago, Villarta de San Juan, Villasabariego, Villaseca de la Sagra, Villasequilla, Villatobas, Villatorres, Villatuerta, Villaturiel, Villaverde del Rio, Villaviciosa, Villaviciosa de Cordoba, Villaviciosa de Odon, Villavieja (La Vilavella), Villavieja de Yeltes, Villayon, Villena, Villoria, Vilobi dOnyar, Vimbodi, Vimianzo, Vinalesa, Vinaros (Vinaroz), Vinuela, Vinuesa, Vinyols i els Arcs, Viso del Marques, Vitigudino, Vitoria (Gasteitz), Viveiro (Vivero), Viver, Voto

## X
Xabia (Javea), Xalo (Jalon), Xativa (Jativa), Xeraco, Xeresa, Xermade, Xerta, Xilxes (Chilches), Xinzo de Limia (Ginzo de Limia), Xirivella (Chirivella), Xixona (Jijona), Xove, Xunqueira de Ambia (Ambia), Xunqueira de Espadanedo (Espadanedo)

## Y
Yaiza, Yatova, Yecla, Yeles, Yepes, Yerri, Yeste, Yuncler, Yuncos, Yunquera, Yunquera de Henares

## Z
Zafarraya, Zafra, Zagra, Zahara, Zahinos, Zaidin, Zalamea de la Serena, Zalamea la Real, Zaldibar, Zaldibia, Zalla, Zamora, Zamudio, Zangoza (Sanguesa), Zaragoza (Saragossa), Zaratamo, Zaratan, Zarautz (Zarauz), Zarauz, Zarza de Alange (La Zarza), Zarza de Granadilla, Zarza la Mayor, Zarzalejo, Zas, Zeberio, Zegama, Zestoa, Zierbena, Zigoitia (Cigoitia), Zizur Nagusia (Zizur Mayor), Zizurkil, Zorita, Zuera, Zujar, Zumaia, Zumarraga, Zurgena, Zuya (Zuia)